# Bytecoin
Bytecoin (BCN) — криптовалюта, использующая алгоритм хеширования CryptoNote, запущена в июле 2012 года как платёжная система, ориентированная на повышенную конфиденциальность транзакций. Является программным обеспечением с открытым исходным кодом. Первая криптовалюта на алгоритме CryptoNote.

## История
С момента запуска в 2012 году, было несколько улучшений, в том числе появились многозначные транзакции и несколько обновлений безопасности. В 2013 году оригинальная реализация CryptoNote на Java была переписана с использованием C++.
Блокчейн Bytecoin содержит дополнительную информацию, не связанную напрямую с транзакциями: несколько блоков включают географические координаты университетов, учебные заведения среди других зданий. Блоки, созданные с 11 августа 2012 года, содержат цитаты из Cyphernomicon, Neuromancer Уильяма Гибсона и других авторов.
31 марта 2015 года разработчики Bytecoin объявили о своей дорожной карте для нескольких будущих выпусков. Среди других были упомянуты:
- платёжный шлюз, способный одновременно обрабатывать тысячи транзакций;
- программное обеспечение для клиентов с графическим интерфейсом GUI (выпущено несколько недель спустя в апреле 2015 года);
- несколько уровней API для интеграции с другим программным обеспечением;
- система псевдонимов на основе блокчейна;
- блокированные активы;
- смарт-контракты со встроенным языком для обучения.

## Особенности

Обфускация транзакций в протоколе CryptoNote

Доказательство выполнения работы в Bytecoin использует функцию хеширования с большим количеством процессорных инструкций AES и требующих значительного объёма памяти. Это делает достаточно эффективным майнинг на процессорах с низким удельным энергопотреблением и не даёт существенных преимуществ при использовании GPU и ASIC, у которых нет аппаратной реализации команд AES. Базовым протоколом Bytecoin является CryptoNote, основанный на кольцевой подписи с применением алгоритма EdDSA. CryptoNote предложил американский математик Дэниелом Бернштейном (англ. Daniel J. Bernstein). К этой основе была добавлена дополнительная обфускация транзакций.
На базовом уровне реализовано пассивное смешивание: все транзакции в системе анонимны, любой участник может использовать правдоподобное отрицание в конфликтных ситуациях.
Несвязываемые транзакции — для каждой транзакции используются свой уникальный одноразовый ключ, даже если в серии операций адреса отправителя и получателя не меняются или принадлежат одному владельцу.
Устойчивость блокчейна — CryptoNote снижает риски, связанные с повторным использованием ключей и отслеживанием маршрутов движения средств. Одноразовая кольцевая подпись с использованием ключей отправителя, получателя и нескольких случайных пользователей порождает неопределённость при попытке установить, кто осуществил транзакцию.
Каждый адрес транзакции представляет собой уникальный одноразовый открытый ключ, сгенерированный отправителем из публичного адреса получателя и некоторых его собственных данных, одноразовый адрес которого не позволяет внешнему наблюдателю вычислить публичный адрес получателя, и использование кольцевой подписи с включением дополнительных случайных данных у пользователей возникает неопределённость относительно того, какой баланс и кто именно его потратил.
Если нарисовать граф с адресами в вершинах и транзакциями как «рёбра», то получится дерево без каких-либо циклов (поскольку ни ключ, ни адрес не используются дважды). Более того, каждая кольцевая подпись порождает неопределённость направления движения. В зависимости от числа участников «кольца» неопределённость может варьироваться от «один из двух» до «один из тысячи». Каждая последующая транзакция увеличивает неопределённость и создаёт дополнительные препятствия для аналитика.
Описание этапов стандартной транзакции CryptoNote:
1. Алиса выполнила транзакцию в пользу Боба. Любая транзакция имеет список из нескольких одноразовых адресов получателей, которые не соответствуют ни одному открытому ключу (публичному адресу) пользователей. Часть адресов могут быть фиктивны, как минимум один из адресов обычно принадлежит отправителю для зачислению туда «сдачи». Вне зависимости от того, знает ли Боб о транзакции, он всё равно не может использовать свой публичный адрес для фильтрации адресованных именно ему транзакций. Поэтому Боб проверяет каждый одноразовый адрес с использованием своего секретного ключа. Успех проверки означает, что данный выход транзакции адресован именно Бобу (его вход). При этом провал проверки ничего не позволяет узнать о получателе, поэтому никакая третья сторона не может обнаружить связь между одноразовым ключом и уникальным открытым адресом получателя.
2. Боб решает создать транзакцию в пользу Кэрол, используя то, что было получено от Алисы. Из транзакции Алисы он извлекает созданное Алисой дополнительное значение (Extra) и порядковый номер выхода с одноразовым адресом для Боба. Используя их и свой собственный закрытый ключ, Боб генерирует одноразовый закрытый ключ для транзакции Алисы.
3. Создание новой транзакции начинается с генерации случайным образом нового дополнительного значения (нового Extra) и закрепления порядковых номеров, выходов за получателями, которых может быть несколько. Используя новое Extra, порядковый номер выхода и открытый ключ Кэрол, Боб формирует одноразовый открытый ключ для операции с Кэрол, который и будет одноразовым адресом получателя. Отправитель (Боб) может создать только открытую часть ключа, тогда как лишь получатель (Кэрол) сможет вычислить закрытую часть, что позволит только Кэрол использовать данный выход транзакции Боба как вход при создании собственной транзакции.
4. Чтобы скрыть действительно использованный источник (вход), вместо указания только его одноразового адреса формируется кольцевая подпись с использованием дополнительных случайных одноразовых адресов из произвольных транзакций. Но такая кольцевая подпись не позволит однозначно выявить, какие средства были использованы и сколько раз это уже было сделано. Чтобы гарантировать отсутствие двойного расходования, Боб упаковывает ранее им созданный одноразовый закрытый ключ для транзакции Алисы в образ ключа и добавляет его к транзакции. По образу невозможно восстановить закрытый одноразовый ключ, но одинаковые образы ключей гарантируют, что кольцевые подписи были созданы с использованием одного и того же закрытого ключа, а такого не должно происходить для одноразовых ключей. Если встречается повтор, то вторая транзакция должна игнорироваться как попытка двойного расходования.
5. Наконец, Боб подписывает транзакцию, используя свой одноразовый закрытый ключ для транзакции Алисы, его образ и все открытые ключи из предыдущего этапа.[7]

### Особенности Bytecoin
- Транзакции обрабатываются примерно за 2 минуты.
- Получение информации о транзакциях очень затруднено, если владелец не позволяет партнёрам и третьим лицам видеть их[8][9].

## Критика и проблемы
В 2014 году стало известно, что при запуске Bytecoin разработчиками был осуществлён предварительный выпуск и зачисление на свои счета 80% заявленного объёма эмиссии, что вызвало бурную критику со стороны профессионального сообщества и стало основной причиной появления проекта Monero, также использующего алгоритм CryptoNote.
В октябре 2018 года несколько крупных сервисов обмена криптовалют (Binance, OKEx) перестали проводить операции с Bytecoin. OKEx заявила, что это связано с критической уязвимостью в исходном коде Bytecoin. В ноябре 2018 на крупной площадке обмена Poloniex наблюдалась аномально медленная скорость зачисления депозитов в Bytecoin, что, вероятно, было связано с ранее упомянутой уязвимостью. Все это негативно отразилось на развитии проекта и курсе криптовалюты.